# BNSF鉄道
BNSF鉄道（BNSFてつどう、以下、本項ではBNSFと記述）は、アメリカの貨物鉄道会社（一級鉄道）である。BNSFとは、その前身であるバーリントン・ノーザン・サンタフェ鉄道(英:Burlington Northern Santa Fe Railway)の略称に由来する。
本社はテキサス州第5位の都市、フォートワースにある。親会社はバーリントン・ノーザン・サンタフェ社（Burlington Northern Santa Fe Corporation、NYSE: BNI）で、1995年9月22日、バーリントン・ノーザン鉄道(BN)の親会社であったバーリントン・ノーザン社とアッチソン・トピカ・アンド・サンタフェ鉄道(ATSF)の親会社であったサンタフェ・パシフィック社が合併して設立されたものである。
2009年11月3日、ウォーレン・バフェット率いる投資持株会社バークシャー・ハサウェイは、BNSF鉄道の持株会社であるバーリントン・ノーザン・サンタフェ社の株式を100%取得することを目指すと発表した。バフェットは、アメリカにおける貨物輸送においてはトラックよりも鉄道が優位と見ており、長期的に株式を保有すると言明。買い増す株式は全株式の77.4%に達した（残る22.6%はバークシャー・ハサウェイとバーリントン・ノーザン・サンタフェ社が保有していた）。取得価格は1株あたり100ドルとし、取扱高340億ドルはバークシャー・ハサウェイにとって過去最大規模の投資となった。結果として、263億ドル（同時期の日本円にして2兆4000億円）で買収に成功した。

## 規模
大陸横断鉄道のひとつであり、北米においてユニオン・パシフィック鉄道(UP)とともに最大の鉄道路線網を持つ、アメリカ第2位の鉄道会社である。環太平洋地域におけるグローバリゼーションの進展とともに、大陸横断鉄道は海上コンテナによる貨物一貫輸送の重要な構成要素となっているが、BNSFは北米における貨物一貫輸送シェア第1位であり、穀物輸送においても第1位である。発電用石炭輸送シェアは約10％。
アジアとアメリカ東部を結ぶ役割を果たす北部ルートは高速化が完了している。このルートは1920年代にグレート・ノーザン鉄道が拓いたものであり、日本からシアトルに船で輸送された絹をアメリカ東部に運搬したルートである。列車は燃料補給と乗務員交代の時にのみ停車し、到達時間の短縮を図っていた。

## 歴史
1996年12月31日、アッチソン・トピカ・アンド・サンタフェ鉄道(ATSF)とバーリントン・ノーザン鉄道(BN)が合併してバーリントン・ノーザン・サンタフェ鉄道が設立された。1999年にはカナディアン・ナショナル鉄道を合併して「北アメリカ鉄道」を設立し、本社をカナダのモントリオールに置くと発表。しかし、競合する一級鉄道であるUPやカナダ太平洋鉄道が抗議したほか、利用者たちは1998年にUPがサザン・パシフィック鉄道を買収した際にテキサス州南東部においてサービス低下と混乱を招いた経験から、これに反対した。これらの圧力により、連邦陸上運輸委員会(STB)はすべての鉄道には合併までには15か月の猶予を課すこととし、その結果、この合併は撤回された。
2005年、バーリントン・ノーザン・サンタフェ鉄道はBNSF鉄道と改称した。

## 路線

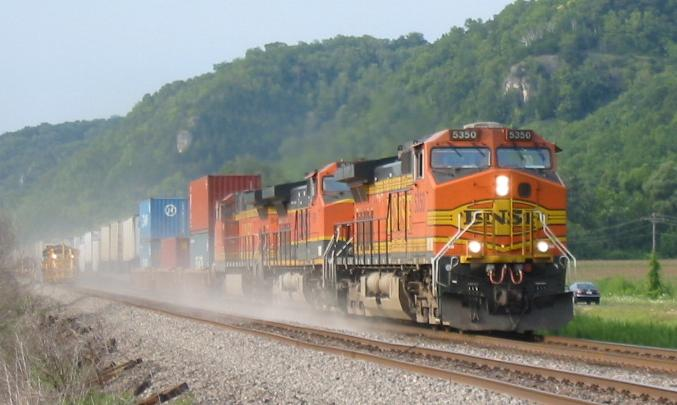
ウィスコンシン州プレーリー・ドゥ・シーン（Prairie du Chien）の保線設備のある区間を行くBNSF鉄道の東行列車。2004年8月8日。先頭機関車の塗装はヘリテイジIIパターン。

BNSFはアメリカ国内では28の州において鉄道路線を有し、運営している。カナダにおいても国境からブリティッシュ・コロンビア州バンクーバーまでの約30マイル（約48キロメートル）とマニトバ州ウィニペグの操車場を含む若干の路線を有している。また、アメリカとカナダの国境の南部（アメリカ側）を通るおよそ70マイル（約132キロメートル）の路線をカナディアン・ナショナル鉄道と共有している。
路線の管理は14の地域局によってなされ、各局はさらにそれぞれ100以上の支局に分かれている。各支局は300マイル以上の幹線と10マイル以上の支線を管理している。
BNSFは、幹線の複線以上の部分、操車場、側線を含めずに約24,000マイル（3万8,624キロメートル）の路線を有し、運営している。もし前述の部分を含めるとその総距離は5万マイル（約80,467キロメートル）を超える。
加えて、BNSFはアメリカとカナダ合わせて8000マイル（12,875キロメートル）以上の他社路線に乗り入れている。このことにより、BNSFは自社の列車を自社の乗務員で運行でき、競争力を強化することができる。BNSFのロゴをペイントされた機関車は、アメリカとカナダ両国内を走り回っている。

## 操車場と施設

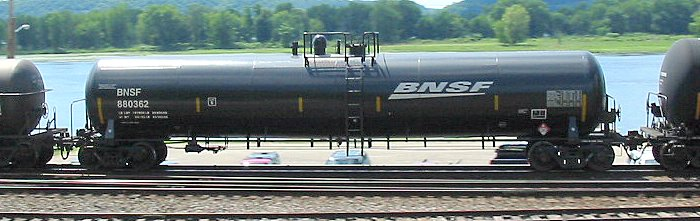
ウィスコンシン州グレン・ヘーブン（Glen Haven）を通過する、新しいコーポレートロゴを付けたタンク車（BNSF 880362）、2006年7月3日

BNSFはその輸送を実現するために、さまざまな施設を運営している。それは、操車場、駅、機関車のメンテナンス工場、フォートワースの運転指令所、各地域の運転指令センターなどである。
BNSFはまた、アメリカ西部における陸上一貫輸送のため、鉄道やトレーラーなどの貨物の積み替えを素早く行うために、広大な積み替え施設を運営している。BNSFが直接扱う一貫輸送のためのハブは33施設あり、自動車による輸送のためのハブが23施設ある。
2005年2月9日、BNSFはロサンゼルス港近くに新しい陸上一貫輸送用積み替え施設を建設すると発表した。この施設からアラメダ・コリドー（ロサンゼルス港とロス市内の操車場を結ぶ約20マイル＝約32キロメートルの貨物専用高速路線）に直接乗り入れることができる。
大規模な操車場はBNSFの路線網のあちこちにあり、2005年にはカンザス州カンザスシティにあるアルゼンチン操車場がもっとも多くの貨車の仕分けをさばいた。
BNSFのシステム・機械部門は8カ所の機関車メンテナンス工場を持ち、予防保全、修理、改造を行う。規模のもっとも大きなものはネブラスカ州のアライアンスとカンザス州のトピカにある工場である。ほかに日常的なメンテナンスのために46の施設を持ち、またウエスタン・フルーツ・エクスプレス(WFE、冷蔵車のリース会社)の冷蔵車の修理工場をワシントン州スポケーンで運営している。
ミネソタ州ブレイナードとイリノイ州ゲイルスバーグには保線工場を持ち、路線と関係施設の効率的かつ予防的な保全作業を行っている。
2006年には、カリフォルニア・スピードウェイの近くにあるカリフォルニア州フォンタナに新しい貨物積み替え施設を運営するためにワシントン州バンクーバーに本拠を置くトライスター社と提携した。

## ルート
ワシントン州シアトルとイリノイ州シカゴを結ぶ北部BNSFルートは、アメリカ国内でもっとも北を走る鉄道である。
ロサンゼルスからシカゴへの大陸横断ルートについては、2006年、約33マイル（約52.8キロメートル）を複線化し、全長2,200マイル（約3,520キロメートル）以上のルート中、単線区間は残すところ51マイル（81.6キロメートル）とするという発表があった。単線区間は、2つのルートが使われているカンザス州中部である。
大陸横断ルートは、2005年には、1日に100本の列車を運行したが、これは2000年の運行本数の60％である。

## 安全プログラム
踏切障害事故防止プログラムの推進者として、2000年にBNSFは平面交差踏切解消プログラムを作成した。これは、BNSFと地域、地権者で不必要または余分と判断した踏切を廃止していくもので、全米で2,900カ所を超えた。これにより、踏切事故の総数がもっとも減少した鉄道となった。
2006年6月7日、BNSFは既存の鉄道網を維持するために、一級鉄道としては初めて鉄道ファンの参加を募集した。鉄道ファンにわずかな個人情報を会社の公式ウェブサイト上で入力してもらうことで、鉄道安全のための市民連合(the Citizens United for Rail Security、CRS)を構成しようというものである。登録すると、ウエブサイトはIDカードを発行し、それを鉄道ファン自身に携帯してもらう。カードには、ユーザの個人情報のほか、もしも近くを走るトラックなどが鉄道運行を妨げる状態になったり、なにか怪しい状況を見つけたときにどうすればいいかのガイドラインと、BNSFに通報するための通話料無料の電話番号が記載されている。
BNSFは、従業員に向けて「BNSFオン・ガード」という同様のプログラムを2003年より開始した。これは非常に効果を上げ、開始から約3年間で、盗難、破壊、放火、自殺未遂等も含めて200件を超える報告が寄せられた。
BNSFはまたネブラスカ州 リンカーンの「ニュース・リンク」というウエブサイトと結び、従業員向けのニュースレターの印刷を依頼した。内容は、14の管理局とシステム職場それぞれの安全についてのもので、4〜28ページとさまざまな形式があり、月刊だったこともあれば季刊だったこともあった。

## BNSFの数値データ
2005年の年報によると、2005年末には従業員4万、5790両の機関車、8万1881両の貨車を保有している。型式による細かな違いを考慮せずに大別すると、貨車の内訳は以下の通りである。
- 34,631両の屋根つきホッパ車
- 12,579両の無蓋車
- 8,658両の有蓋車
- 10,973両の屋根なしホッパ車
- 8,537両の長物車と大物車
- 4,983両の冷蔵車
- 748両の車運車
- 422両のタンク車
- 27両の多目的有蓋車
- 323両の、その他の貨車

以上に加えて、以下も保有する。
- 10,412個のアメリカ国内用コンテナ
- 12,649個のアメリカ国内用コンテナ車
- 4,091台の社用車
- 1,916台のトレーラー
- 179両の旅客用客車

機関車と貨車の車齢は2005年末で平均15年である。
2006年1月24日、BNSFは24億ドルをインフラストラクチャーの更新に使うことを発表した。これは、40マイル（約64.4キロメートル）の複線や三複線、BNSFの前身であるATSF鉄道の大陸横断線を引き継いだ第2幹線のニューメキシコ州のアボ峡谷の区間に充てられるほか、リンカーンの操車場の拡大、ワイオミング州のパウダー川流域の50マイル（約80.5キロメートル）に渡る複線または三複線にも適用される。8カ所の大規模な一貫輸送施設は拡大され、側線は延長され、給油施設が改良される。BNSFの会長であるマシュー・K・ローズは投資者への配当が増えたことを賞賛し、今後も増え続けることを希望した。

## BNSFの車両塗色パターン
BNSFが使用するカラーリングは、北米でもっともカラフルなもののひとつである。多くの機関車は愛情を込めて「カボチャ」と呼ばれるような、グレート・ノーザン鉄道のオレンジと濃い緑のカラーリングを継承したヘリテイジ1、ヘリテイジ2という塗色パタンに塗られている。2005年初頭、新しい塗色パタンが施された。数両が先住民の頭の羽根飾りをイメージした銀と赤の「ウォーボンネット」と呼ばれるパターンで、車体側面には通常「Santa Fe」と描かれるべきところに「BNSF」と描かれている。またBNSFの元となった2社の塗色を引き継ぎ、緑と白または青と黄色の塗色のままの機関車もある。ただし、全車両が、オーバーホールの際にヘリテイジカラーに塗り替えられることになっている。
2005年1月24日、従来の「丸に十字」のロゴに替わる新たなロゴを発表した。新しいロゴは鉄道が目指す「輸送サービスと革新の旗手」を表現したものとなった。このロゴは、従来の冗長なロゴにとって替わった。新しいイメージの塗色はすぐに発表され、新しいロゴは機関車前面と側面に描かれ、濃い緑のストライプに替わって黒のストライプが描かれた。貨車についても、新しいロゴで新製している。
ヘリテイジ1のパタンになる以前から、数種類の塗色変更機が見られた。
ヘリテイジ1
オリジナルのロゴ「丸に十字」が機関車前面にマーキングされている。側面には濃緑色でBNSFの文字がオレンジ地に描かれている。黄色のストライプが、濃緑とオレンジの境界線に引かれている。
ヘリテイジ2
濃緑の帯部分がヘリテイジ1より細く、黄色い帯が太くなっている。両者の間を黒い線が隔てている。BNSFの文字は黄色になり、黒で縁取りされている。前面のロゴはATSFの「ウォーボンネット」を彷彿とさせる「葉巻のラベル型」である。前面下部の黄色の帯より下の部分を濃緑に塗ったものとオレンジに塗ったものがある。
新イメージ
このパタンは「ヘリテイジ3」とも「パワーバー」（アメリカの栄養補助食品）、あるいは「バーリントン・ナイキ・サンタフェ」、「スウォッシュ」（ナイキのロゴ下部にあるチェックマーク型の線）、「尻はしょり」などとも呼ばれる、「ヘリテイジ2」によく似た塗装である。濃緑だった帯は黒となり、黄色とオレンジを隔てる境界となる。新しい企業ロゴは機関車前面と側面に配置される。

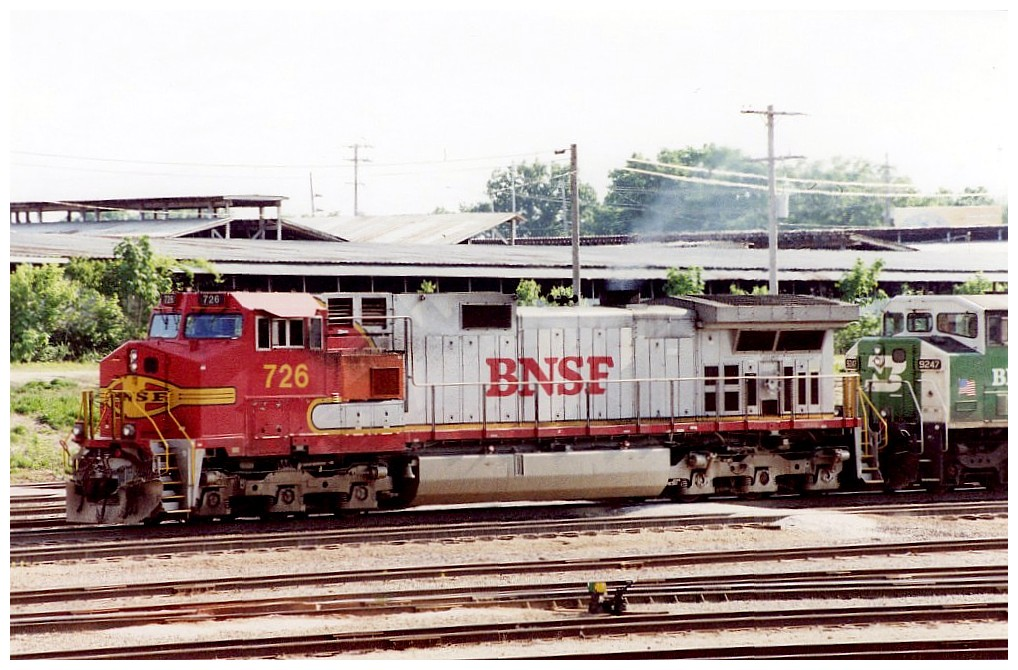
ウォーボンネット
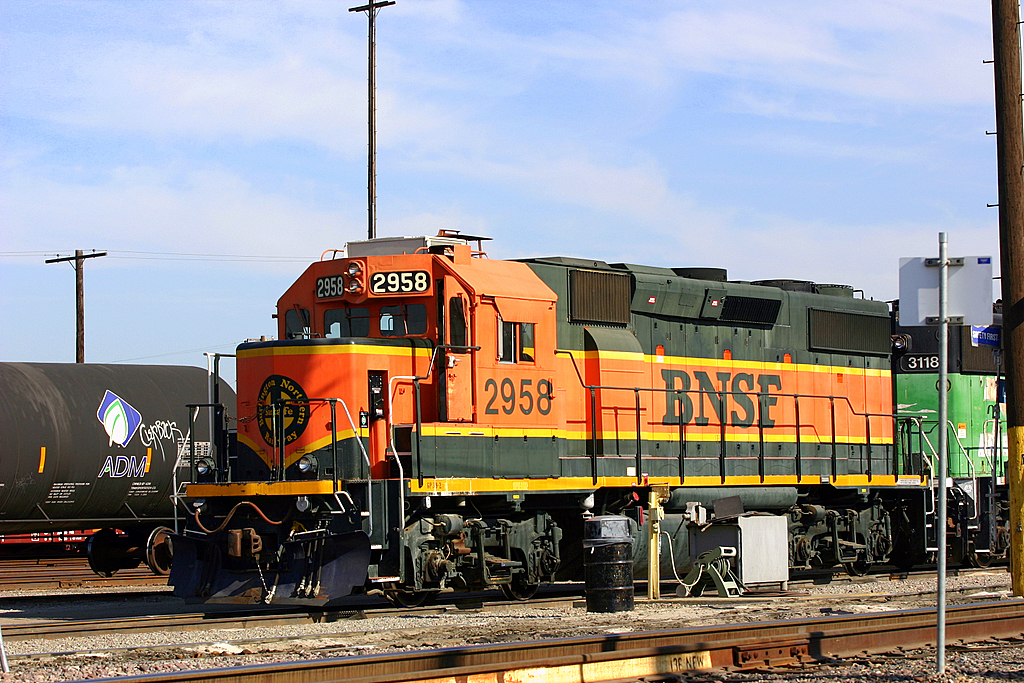
ヘリテイジ1
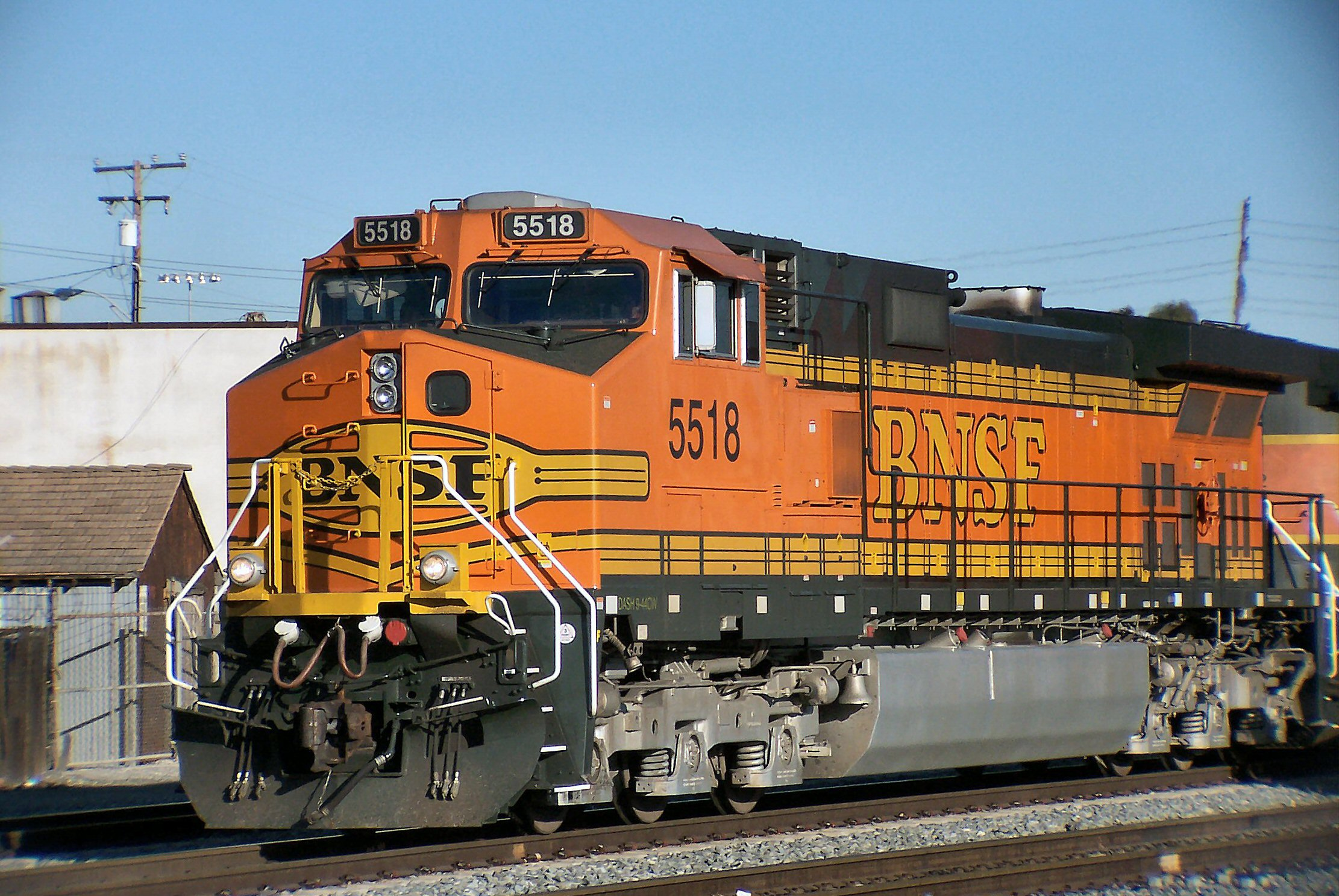
ヘリテイジ2
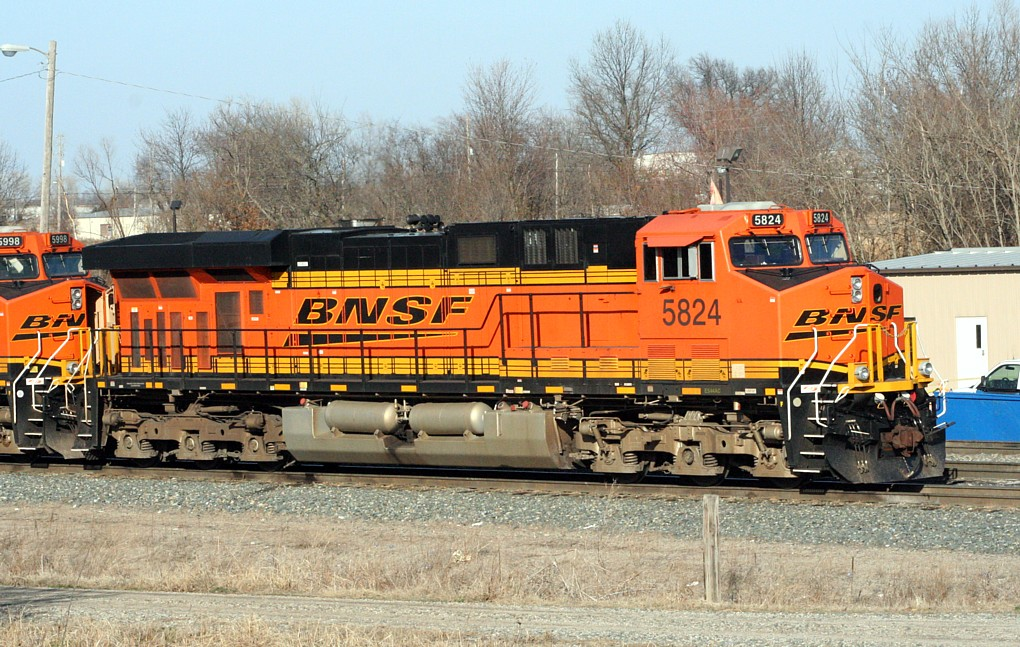
新イメージ